# Gwagwalada

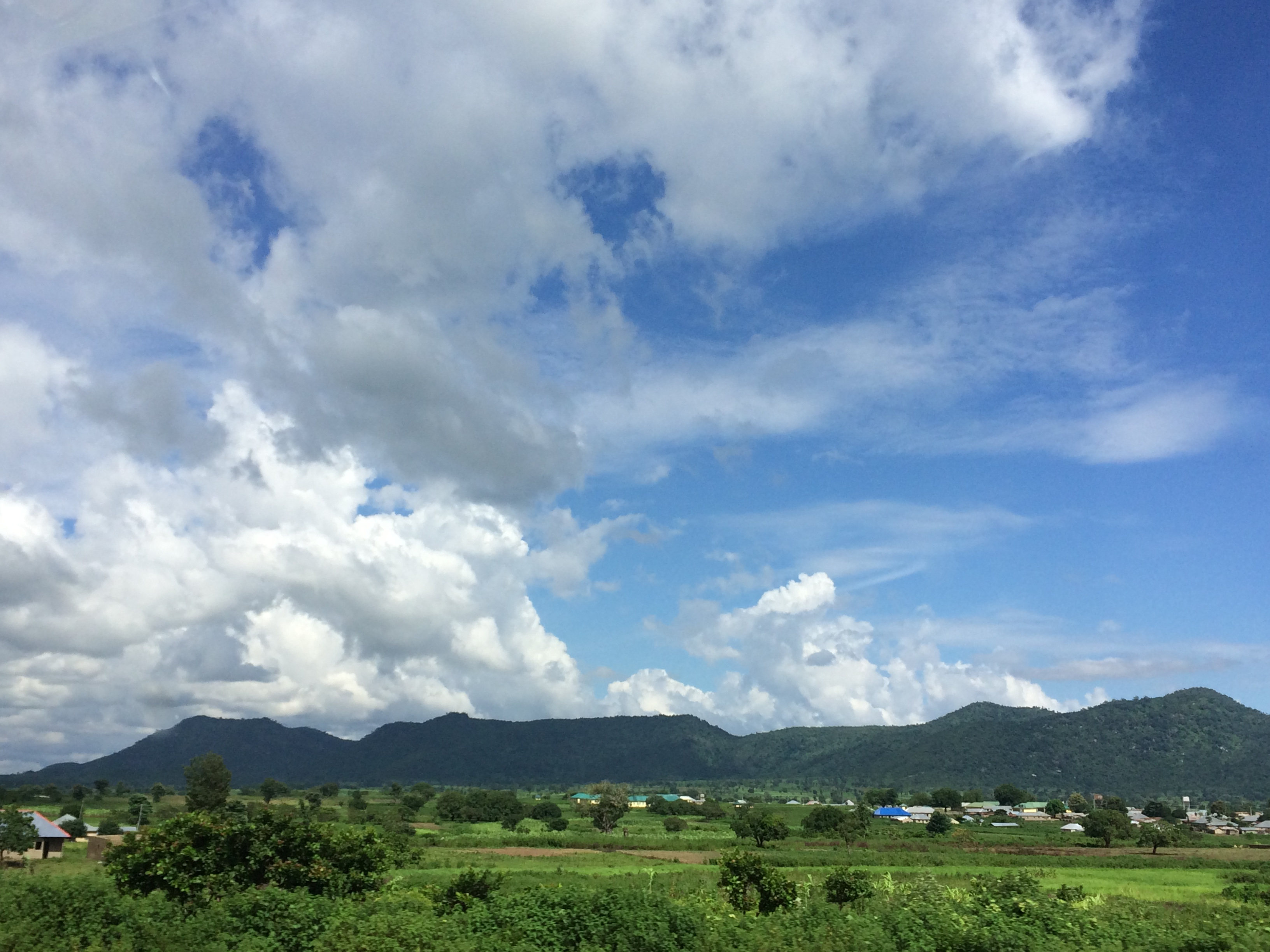
Gwagwalada

Gwagwalada es una área de gobierno local en el Territorio de la Capital Federal en Nigeria. Gwagwalada tiene una área de 1.043 km² y una población total de 157770 habitantes para el censo del 2006.  Actualmente se estima un crecimiento aproximado de 6.26% entre el 2020 y el 2025, el mayor incremento a nivel del territorio africano.

## Historia
Antes de la creación del Territorio de la Capital Federal, Gwagwalada estaba bajo el distrito de Kwali del antiguo emirato de Abuja, conocido ahora como emirato de Suleja. Se organizó como área de gobierno local el 15 de octubre de 1984.